# Юлиан (певец)
Юлиан (полное имя — Юлиан Викторович Васин, 15 августа 1973, Коломна, Московская область) — российский эстрадный певец. Заслуженный артист России (1999), народный артист Чеченской республики (2008), народный артист Республики Ингушетия (2008), народный артист Республики Тыва (1999).

## Биография

### Ранние годы
Родился 15 августа 1973 года в Коломне.
Мать Светлана Васина — музыкальный педагог, преподавала в музыкальном училище; отец Виктор Васин — авиационный инженер.
Обучаться музыке начал с четырёх лет. В 8 классе сдал экстерном экзамены за два года и окончил, таким образом, школу, после чего поступил в ГИТИС, куда его, ввиду юного возраста, зачислили в виде исключения. На втором курсе обучения Юлиан стал лауреатом и обладателем Гран-при Международного конкурса артистов эстрады с песней «Старый клён» Александры Пахмутовой. Исключение было сделано и по окончании учёбы. Впервые в истории ГИТИСа, в один год Юлиану выдают сразу два диплома — «Артист эстрады» и «Режиссёр эстрадных и массовых представлений».

### Карьера
В 20 лет провёл свой первый сольный концерт в Государственном театре эстрады.
В октябре 1994 года Юлиан спел в Георгиевском зале Кремля в честь приезда королевы Великобритании Елизаветы II, концерт длился 15 минут, в нём были представлены балет (Екатерина Максимова с Владимиром Васильевым), опера (Зураб Соткилава), эстрада (Юлиан). В том же году был принят в Международный союз деятелей эстрадного искусства, в 1995 году стал официальным исполнителем Гимна Москвы. В 1996 году создал свой собственный Театр песни.
Участвовал с песней «Русский вальс» в первом фестивале «Славянский базар». По итогам конкурса артист не вошёл в десятку финалистов. Песня тем не менее стала весьма популярна, Борис Ельцин отозвался о ней: «у нас нет слов гимна России, но зато есть „Русский вальс“».
В 1999 году отметил 10-летний юбилей творческой деятельности, и в этом же году Указом Президента России ему было присвоено звание Заслуженного артиста России, что являлось самым ранним награждением в истории России и СССР на тот момент.
В 2000 году в Москве в ГЦКЗ «Россия» состоялся концерт Юлиана «10 лет на сцене».
В 2006 году Юлиан создал собственную интернет-радиостанцию «Julian Radio». Она просуществовала 14 лет, до 1 февраля 2020 года.
За годы войны в Чеченской республике Юлиан стал первым артистом, который не только посетил территорию военных действий, но и выступил с благотворительными концертами. Впервые в истории, в один день, сразу два президента — Президент Чечни Рамзан Кадыров и Президент Ингушетии Мурат Зязиков подписали два Указа о присвоении Юлиану звания «Народный артист» и 24 марта 2008 года заслуженный артист стал дважды «народным».
В 2011 году снялся в одной из серий сериала «Группа счастья».
В 2015 году состоялись концерты в российских регионах под названием «25 лет на сцене».
В июне 2017 года Анастасия и Юлиан провели совместный концертный тур в городах-курортах Краснодарского края.
11 октября 2018 года в Доме кино на юбилейном вечере композитора Олега Каледина Юлиан представил новую песню «Жду ответной любви», которую написали для него композитор Олег Каледин и поэт Сергей Алиханов.
Осенью 2020 года открыл кафе «Русский вальс» в городе Суздаль.
В мае 2021 года на телеканале НТВ состоялась премьера 4-серийного документального фильма о Юлиане.
В 2021 году стал участником 2 сезона шоу «Суперстар! Возвращение» на канале НТВ.
18 июня 2022 года Юлиан был героем программы «Секрет на миллион» с Лерой Кудрявцевой на телеканале НТВ.
В 2023 году принял участие в новом музыкальном шоу «Перепой звезду!» на Первом канале.
4 ноября 2023 года с огромным успехом прошёл юбилейный концерт Юлиана, посвящённый 50-летию артиста, в родном городе Коломна. 
18 ноября 2023 года Юлиан принял участие в концерте памяти Андрея Дементьева. На сцене Государственного Кремлёвского Дворца певец представил новую песню «После нас» на стихи великого поэта. 
29 ноября 2023 года состоялся эксклюзивный прямой эфир с Юлианом из пресс-центра российской газеты «Московский комсомолец».
В 2023 году Юлиан был гостем программы «Мой герой» с Татьяной Устиновой на телеканале ТВЦ
15 января 2024 года в газете «Московский комсомолец» опубликовано большое откровенное интервью с артистом, где Юлиан рассказал о своём творчестве, про отношения с Александрой Пахмутовой и Аллой Пугачёвой и о том, какие эмоции испытывал, когда пел для английской королевы. 
24 января 2024 года Юлиан завершил прямую трансляцию торжественного открытия XXXII Международных Рождественских образовательных чтений из Государственного Кремлёвского дворца, исполнив свой легендарный хит «Русский вальс» в сопровождении Государственного ансамбля «Россия» имени Людмилы Зыкиной и Московского Синодального хора. 
В репертуаре певца около 400 песен. Создано 14 сольных программ, выпущено 8 альбомов и 1 виниловая пластинка.

### Общественная позиция
В конце 2020 года раскритиковал звёзд эстрады за жалобы на убытки во время пандемии коронавируса. Как и все его коллеги, Юлиан отменил свои выступления из-за ограничений массовых мероприятий, был вынужден завершить работу собственной радиостанции, которая отработала в эфире 14 лет, но посчитал недопустимым, когда успешные и небедные артисты начинают жаловаться и просить помощи у государства в тот момент, когда вся страна соблюдала необходимые меры ограничения. 
В конце 2023 года открыто осудил участников «голой вечеринки», назвав поведение этих артистов недопустимым и несвоевременным. Юлиан считает, что современный шоу-бизнес окончательно деградировал и нуждается в глобальных переменах.

### Личная жизнь
19 декабря 2018 года Юлиан и певица Анастасия объявили о готовящейся свадьбе, а 30 марта 2019 года сыграли свадьбу. Брак продержался чуть больше года: в апреле 2020 года супруги объявили о разводе. 

## Работы

### Дискография
- Юлиан (1992)
- День рождения (1994)
- Разбей на счастье сердце мне (1995)
- Люби меня (1995)
- Ты танцуешь, я пою (1996)
- Не верю в королей (1999)
- Я на Арбате продаю дожди (2002)
- Пробуждение (2003)
- Я так сильно тебя люблю (2010)
- Юлиан MP3-коллекция (2014)

### Клипы
- 1999 — Мать и сын
- 2000 — Под ноги цветы
- 2003 — Я тебя читаю

### Дуэты
- Мать и сын (с Людмилой Зыкиной)
- Давай поговорим (с Анастасией)
- Надоело (с Анастасией)
- Хочу найти (с Анастасией)
- Будь со мной (с Анастасией)
- Дорогая моя, дорогой (с Анастасией)
- Оттолкнемся — притянемся (с Любашей)
- Короны (с Роксаной Бабаян)

## Награды
- Заслуженный артист России (25 сентября 1999 года)
- Народный артист Чеченской республики (24 марта 2008 года)[2]
- Народный артист Республики Ингушетия (24 марта 2008 года)
- Народный артист Республики Тыва (22 августа 1999 года)